# Calymniops
Calymniops là một chi bướm đêm thuộc họ Erebidae.